# Sephena wista
Sephena wista är en insektsart som beskrevs av Medler 2000. Sephena wista ingår i släktet Sephena och familjen Flatidae. Inga underarter finns listade i Catalogue of Life.